# Новий Світ (фільм 2013)
Новий світ (кор. 신세계) — південнокорейська кримінальна драма 2013 року, автор сценарію і режисер Пак Хун Чжун. У картині зображений конфлікт між поліцією та мафією очима копа — подвійного таємного агента.

## Сюжет
Таємний агент поліції Ча Сун (Лі Чон Че) проникає в «Золотий Місяць» — найбільший злочинний синдикат в Кореї, задля здобування інформації та внутрішніх диверсій під командуванням начальника опервідділу Кана (Чхве Мін Сик). Після восьми років, Ча Сун стає правою рукою першого заступника голови синдикату Юнг Чанга (Хван Чжон Мін). Та невдовзі лідер об'єднання гине в підозрілій автомобільній катастрофі, внаслідок чого серед кланів починається внутрішня боротьба, котра погрожує розірвати синдикат на частини. В той же час дружина Ча Суна має незабаром народити дитину, і він, відчуваючи небезпеку свого становища, відчайдушно намагається піти у відставку, проте Кан за допомогою погроз тримає його й далі як інформатора. Зрештою два потенційні майбутні лідери банди Юнг Чанг та Лі Чжун-гу (Парк Сун — Вунг) збирають навколо себе вірні угрупування й переходять фактично до відкритого протистояння в очікуванні ради котра має обрати наступника. Керівництво поліції у свою чергу ініціює спецоперацію «Новий Світ» аби втрутитися в процес обрання наступного лідера, і прибравши обох номінантів привести до влади свого ставленика-маріонетку. Опинившись між Юнг Чангом, котрий довірив йому своє життя, і Каном, який не надто переймається становищем Ча Суна, він, загнаний у кут, повинен ухвалити остаточне рішення, перебуваючи на тонкій межі між вірністю та зрадою.